# Basket Alcamo 2010-2011
La stagione 2010-2011 del Basket Alcamo è stata la settima consecutiva disputata in Serie A2 femminile, conclusa con la prima promozione della società nella massima serie dall'acquisto del titolo nel 2004.

## Stagione
Sponsorizzata dalla Gea Magazzini, la società trapanese si è classificata al terzo posto nel Girone Sud della seconda serie e ha partecipato ai play-off per la promozione. Ha eliminato nell'ordine Battipaglia, La Spezia, Chieti e Cagliari, quindi è stata promossa nella massima serie. Alcamo torna così in A1 dopo l'esperienza dello Sport Club, scomparso nel 2003.

## Rosa
| Giocatrici |
| ---------- |

| N° | Naz.               | Ruolo | Sportivo          | Anno | Alt. |  |
| -- | ------------------ | ----- | ----------------- | ---- | ---- |  |
| 4  | Italia (bandiera)  | P     | Anna Caliendo     | 1983 | 161  |  |
| 5  | Romania (bandiera) | AC    | Simina Mandache   | 1981 | 185  |  |
| 7  | Italia (bandiera)  | P     | Elena Bandini     | 1990 | 165  |  |
| 8  | Italia (bandiera)  | A     | Azzurra Gaglio    | 1989 | 183  |  |
| 9  | Italia (bandiera)  | A     | Federica Fazio    | 1984 | 174  |  |
| 10 | Italia (bandiera)  | A     | Silvia Celona     | 1990 | 175  |  |
| 12 | Brasile (bandiera) | C     | Flávia Prado      | 1979 | 192  |  |
| 14 | Italia (bandiera)  | G     | Giulia Calabretta | 1990 | 170  |  |
| 15 | Italia (bandiera)  | C     | Valentina Fabbri  | 1985 | 197  |  |
| 17 | Italia (bandiera)  | GA    | Martina Fassina   | 1988 | 182  |  |
| 20 | Italia (bandiera)  | G     | Claudia Gattini   | 1979 | 180  |  |

| Staff tecnico                                                 |
| ------------------------------------------------------------- |
| Allenatore: Andrea Petitpierre                                |
| Assistente allenatore: Giovanni Pietro Ferreri                |
| Addetto statistiche e addetto stampa: Francesco Dixit Dominus |
| Preparatore atletico: Marco Abbate                            |

| Giocatrici acquisite a stagione in corso |
| ---------------------------------------- |

| N° | Naz.              | Ruolo | Sportivo                        | Anno | Alt. |  |
| -- | ----------------- | ----- | ------------------------------- | ---- | ---- |  |
| 7  | Italia (bandiera) | P     | Oriana Milazzo (dal 4 novembre) | 1991 | 165  |  |

| Giocatrici cedute a stagione in corso |
| ------------------------------------- |

| N° | Naz.              | Ruolo | Sportivo                         | Anno | Alt. |  |
| -- | ----------------- | ----- | -------------------------------- | ---- | ---- |  |
|    | Italia (bandiera) | G     | Laura Perseu (fino al 6 gennaio) | 1985 | 169  |  |

Scheda su LegABasketFemminile.it

## Dirigenza
- Presidente: Silvana Tognetti
- Dirigente accompagnatore: Adalgisa Impastato
- Dirigente responsabile e resp. settore giovanile: Lino Scalzo
- Addetto stampa: Francesco Dominus Dixit
- Addetto marketing e logistica: Pietro Provenzano